# Benedikt I.
Benedikt I. bio je papa od 2. lipnja 575. do 30. srpnja 579.
Bio je sin čovjeka koji se zvao Bonifacije, a Grci su ga nazivali Bonosus. Divljanja Lombarda bila su uzrok tomu da je komunikacija s bizanstkim carem u Carigradu, koji je sebi pripisivao pravo da potvrdi izbor pape, bila otežana. Stoga je papinska stolica bila ispražnjena gotovo jedanaest mjeseci između smrti pape Ivana III. i pristignuća carske potvrde Benediktova izbora 2. lipnja 675. Vladao je četiri godine, mjesec i dvadeset osam dana.
Benedikt je poklonio jedan posjed, Massa Veneris u području Minturnae, opatu Stjepanu od sv. Marka "blizu zidina Spoleta" (papa Grgur I., Ep. ix, 87, I. al. 30). Lombardi su za sobom ostavili glad, a iz nekoliko riječi u Liber pontificalisu o Benediktu, zaključujemo da je umro usred nastojanja da se uhvati u koštac s tim poteškoćama. Pokopan je u vestibulu sakristije stare Bazilike sv. Petra. U obredu koji je održan u prosincu, zaredio je petnaest svećenika i tri đakona, te posvetio dvadeset jednog biskupa.